# Star Wars (videojuegos)
Se han lanzado más de cien videojuegos basados en la franquicia Star Wars, que se remontan a algunas de las primeras consolas domésticas. Algunas se basan directamente en películas, mientras que otras dependen en gran medida del Universo Expandido de Star Wars. Los juegos de Star Wars han pasado por tres épocas de desarrollo importantes: los primeros juegos con licencia (1979-1993), los juegos desarrollados después de la creación de LucasArts (1993-2013) y los juegos creados después del cierre de LucasArts (2014-presente), que actualmente con licencia de Electronic Arts e incluye un logotipo de EA Star Wars. Los primeros juegos de Star Wars fueron desarrollados por una variedad de compañías después de que el creador de Star Wars, George Lucas, obtuviera la licencia de los derechos de los videojuegos de Star Wars; Varios de estos juegos se lanzaron bajo el lema "Lucasfilm Games". Los primeros juegos con licencia, lanzados durante las eras de los juegos de 8 y 16 bits, apenas presentaban ningún tipo de narrativa, y muchos eran títulos de acción que recontaban las historias de la trilogía original (1977-1983) o se centraban en una sola escena. de una película.
Más tarde, Lucas se interesó por el creciente éxito del mercado de los videojuegos y decidió crear su propia empresa de desarrollo de videojuegos, LucasArts, para poder tener un mayor control creativo sobre los juegos y sus narrativas. Durante esta era, los gráficos evolucionaron lo suficiente como para que los juegos pudieran contar narrativas complejas, lo que llevó a juegos que presentaban recuentos más avanzados de las historias de las películas, con voces en off y escenas CGI, así como títulos originales con nuevas narrativas que se desarrollaron en la misma continuidad que las películas. Después de la compra de Lucasfilm por parte de The Walt Disney Company en 2012 y el cierre de LucasArts al año siguiente, los juegos desarrollados durante las dos primeras eras fueron descartados del canon en 2014 y reasignados a la etiqueta no canónica Star Wars Legends.
Tras el cierre de LucasArts, los derechos para producir videojuegos de Star Wars se reasignaron únicamente a Electronic Arts. Los juegos publicados durante esta era se consideran canónicos de la franquicia y han contado con más influencia del Lucasfilm Story Group, responsable de gestionar aspectos del canon de Star Wars. La licencia de EA Star Wars debía expirar en 2023, pero en 2021, Lucasarts anunció nuevas asociaciones para que otros produzcan Star Wars y otros juegos de Lucasfilm junto con Electronic Arts.
Aunque muchos aficionados y desarrolladores de juegos independientes han creado juegos gratuitos basados en la serie de películas y la marca Star Wars, esta página enumera solo los juegos que han sido desarrollados o publicados por LucasArts, o con licencia oficial de Lucasfilm. Hasta 2020, se han vendido más de 90 millones de copias de juegos de Star Wars.

## Primeros juegos con licencia (1979-1993)
En 1978, Apple Computer produjo un juego de Star Wars sin licencia en cinta de casete para su Apple II. Como "aprendiz de piloto espacial", el jugador destruye cazas TIE utilizando una pantalla de visualización frontal en primera persona.  El primer cartucho de videojuego con el nombre de Star Wars apareció ese año en los clones de RCA Studio II Sheen M1200 y Mustang Telespiel Computer.

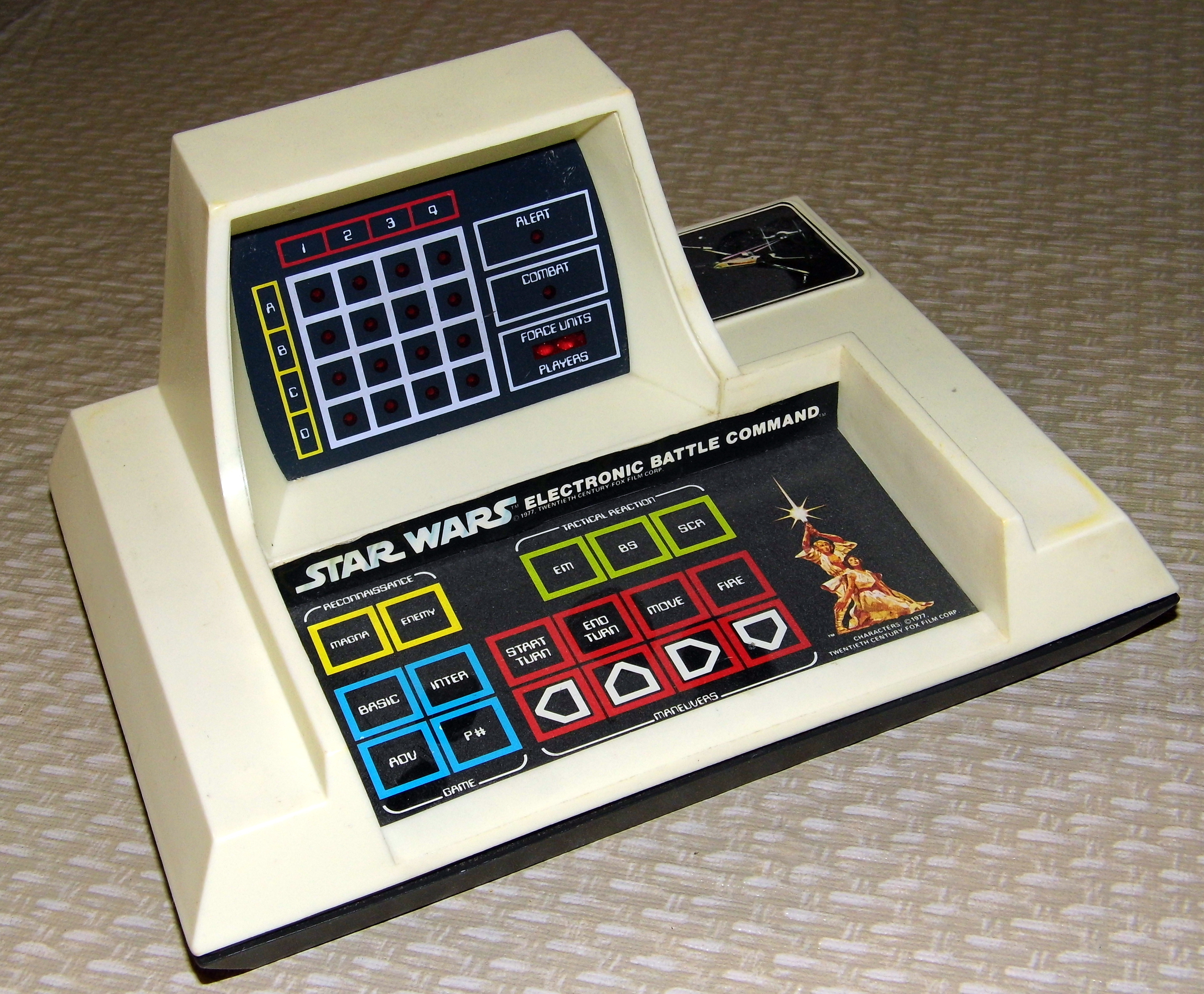
El juego electrónico Star Wars Electronic Battle Command

El primer juego electrónico de Star Wars con licencia oficial fue el Star Wars Electronic Battle Command de mesa de Kenner de 1979. El juego tenía tres niveles de juego (básico, intermedio y avanzado). Los jugadores se turnaron para examinar los sistemas estelares con el objetivo de evitar los agujeros negros, localizar enemigos y buscar MAGNA, "la estrella que da FUERZA". El juego fue anunciado como "el juego de computadora más emocionante que jamás hayas jugado".

### La trilogía original
Los lanzamientos con licencia para el Atari 2600 comenzaron con The Empire Strikes Back (1982), en el que el jugador piloteó un deslizador de nieve durante la Batalla de Hoth, destruyendo caminantes AT-AT. Aparecieron varios otros juegos, como Return of the Jedi: Death Star Battle (1983), donde el jugador controlaba el Halcón Milenario en una misión para destruir la segunda Estrella de la Muerte, y Jedi Arena (1983), el primer juego que intentaba simular una batalla con sables de luz (en este caso, claramente inspirada en la escena de Star Wars, donde Luke Skywalker entrena con un buscador). En 1983, Atari lanzó el juego arcade Star Wars basado en la película de 1977. En este juego (que presenta gráficos vectoriales en color y el primer discurso digitalizado de una película), el jugador ingresa al asiento del caza Red Five X-Wing de Luke, lucha contra oleadas de cazas TIE liderados por Darth Vader, atraviesa torres a lo largo de la superficie del Estrella de la Muerte, y cae en picado a través de la trinchera de la estación de batalla en un intento de destruirla. La secuela del juego, The Empire Strikes Back, utilizó la misma tecnología para recrear escenas de la segunda película, incluidas batallas con caminantes AT-AT y un campo de asteroides.En 1987, el editor de software del Reino Unido, Domark, lanzó varias versiones de 8 bits del juego arcade vectorial Star Wars, seguidas de conversiones similares en 1988 de la máquina The Empire Strikes Back. En 1987, Namco desarrolló un juego de Star Wars para Nintendo Family Computer (Famicom) exclusivamente para el mercado japonés, basado en la película de 1977, pero tomándose varias libertades con su trama.
En 1991, se lanzó el juego de plataformas Star Wars para Nintendo Entertainment System, Master System, Game Boy y Game Gear, y un año después, Star Wars: The Empire Strikes Back cubrió la trama del quinto episodio de la saga. También en 1992, se lanzó Super Star Wars para SNES, seguido por los juegos restantes de la trilogía: Super Star Wars: The Empire Strikes Back (1993) y Super Star Wars: Return of the Jedi (1994), este último también recibió Conversiones para Game Boy y Game Gear en 1995.
La siguiente es una lista de juegos de Star Wars basados en las películas desarrolladas durante esta era de desarrollo:

#### Episodio IV: Una nueva esperanza
- Star Wars (1983 - 1988) - Arcade.
  - Reeditado para: Atari 2600, Atari 5200, Commodore 64, familia Atari de 8 bits, ColecoVision, BBC Micro, ZX Spectrum, Acorn Electron, Amstrad CPC, Atari ST, Apple II, MS-DOS, Macintosh, Amiga.
- Death Star Interceptor (1984 - 1985, System 3 Software Ltd) (sin licencia) - Commodore 64, ZX Spectrum.[6]
- Guerra de las Galaxias (1987) - Famicom.
- Star Wars: Ataque a la Estrella de la Muerte (1991) - PC-98, X68000.
- Star Wars (1991 - 1993) - NES, Game Boy, Master System, Game Gear.
- Super Star Wars (1992, primer juego de la trilogía de Super Star Wars) - Super NES.
  - Relanzado para: Consola virtual Wii, PlayStation 4, Vita.
- Star Wars Arcade (1993) - Arcade.
  - Reeditado para: 32X.

#### Episodio V: The Empire Strikes Back
- Star Wars: The Empire Strikes Back (1982) - Atari 2600, Intellivision.
- Star Wars: The Empire Strikes Back (1985 - 1988) - Arcade.
  - Reeditado para: BBC Micro, Commodore 64, ZX Spectrum, Amstrad CPC, Amiga, Atari.
- Star Wars: The Empire Strikes Back (1992) - NES, Game Boy.
- Super Star Wars: The Empire Strikes Back (1993, segundo juego de la trilogía Super Star Wars) - SNES.
  - Reeditado para la consola virtual Wii.

#### Episodio VI: Return of the Jedi
- Star Wars: Return of the Jedi - Death Star Battle (1983 - 1984) - Atari 2600, familia Atari de 8 bits, Atari 5200, ZX Spectrum.
- Star Wars: Return of the Jedi (1984 - 1988) - Arcade, BBC Micro, Commodore 64, ZX Spectrum, Amstrad CPC, Amiga, Atari ST, GameCube.
- Super Star Wars: Return of the Jedi (1994, tercer juego de la trilogía de Super Star Wars) - SNES, Game Boy, Game Gear.
  - Reeditado para la consola virtual Wii.
- Cancelado: Star Wars: Return of the Jedi – Ewok Adventure - Atari 2600.

### Títulos independientes

#### Década de 1980
- Star Wars: Jedi Arena (1983) - Atari 2600. 
  - Reeditado para móvil (2005).[7]
- Star Wars: Droids (1988) - Amstrad CPC, ZX Spectrum - basado en la serie Star Wars: Droids.

## LucasArts y los juegos modernos autoeditados (1993-2013)
A principios de los años 80, George Lucas decidió invertir en videojuegos. Entonces, a través de Lucasfilm, Lucas fundó su propia empresa de videojuegos, a la que llamó LucasArts. Sin embargo, dado que Lucas ya había obtenido la licencia de los derechos para desarrollar juegos de Star Wars, la compañía desarrolló juegos de aventuras originales y juegos de combate aéreo de la Segunda Guerra Mundial. LucasArts recuperó los derechos para desarrollar juegos de Star Wars en 1993, momento en el que la compañía de videojuegos aprovechó su experiencia previa en simuladores de vuelo y lanzó Star Wars: X-Wing, el primer videojuego de Star Wars autoeditado y el primero. Simulación de vuelos espaciales basada en la franquicia.

### La trilogía precuela
A medida que se acercaba el lanzamiento de The Phantom Menace, aparecieron docenas de títulos con licencia relacionados con el Episodio I, incluso títulos educativos, el mercado se vio inundado con varios juegos, la mayoría de ellos de calidad cuestionable. Sin embargo, al mismo tiempo, los títulos basados en el Universo Expandido florecieron con elogios de la crítica, como la expansión de Jedi Knight, Star Wars Jedi Knight: Mysteries of the Sith y el primer juego de la serie.

#### La amenaza fantasma
- Star Wars: Episodio I – La amenaza fantasma (1999) - Windows, PlayStation.
- Star Wars: Episodio I (1999) - Pinball.
- Star Wars Episodio I: Racer (1999) – Windows, Mac, Dreamcast, Nintendo 64, Game Boy Color.
  - Relanzado para: Nintendo Switch (2020), PlayStation 4 (2020) y Xbox One (2020).
- Star Wars: Racer Arcade (2000) – Arcade.
- Star Wars Episodio I: Jedi Power Battles (2000/01) - PlayStation, Dreamcast, Game Boy Advance.
- Star Wars Episodio I: La batalla por Naboo (2000/01) - Nintendo 64, Windows.
- Star Wars Episodio I: Las aventuras de Obi-Wan (2000) - Game Boy Color.
- Star Wars: Starfighter (2001) – Windows, PlayStation 2, Xbox, Arcade.
  - Star Wars: Starfighter Edición especial (2001) Xbox.
  - Star Wars: Caza estelar (2003) Arcade.[9]
- Star Wars: Obi-Wan (2001) - Xbox.

Después del lanzamiento del Episodio I en los cines en 1999, se lanzaron juegos de la trilogía precuela para la mayoría de las plataformas principales. Los primeros lanzamientos fueron la adaptación de un videojuego (acción-aventura) y Star Wars Episodio I: Racer, basado en la secuencia de carreras de vainas de la película. Otros, incluidos Battle for Naboo y Jedi Power Battles, fueron lanzados, pero con poco éxito. El primer juego estratégico en el universo expandido de Star Wars se tituló Star Wars: Rebellion y abrió nuevos caminos al incorporar naves y planetas que no se encuentran en el canon original, como la Rebel Assault Fragate y el Bulwark Cruiser. Pero a pesar de su nueva e innovadora apariencia, no tuvo tanto éxito como se hubiera esperado. También se lanzó el segundo título estratégico, Star Wars: Force Commander, pero no logró mantenerse al día con otros juegos de estrategia en tiempo real, ya que estaba más centrado en la batalla (sin recolección de recursos) y usaba un motor 3D primitivo. Aproximadamente una década después, la recopilación de recursos perdió popularidad en favor de los juegos de estrategia en tiempo real centrados en el combate y de ritmo más rápido.

#### El ataque de los clones
- Star Wars: Caza estelar Jedi (2002) PlayStation 2, Xbox
- Star Wars: The Clone Wars (2002) (Acción) PlayStation 2, GameCube, Xbox
- Star Wars: Episodio II – El ataque de los clones (2002) - Game Boy Advance
- Star Wars: El nuevo ejército de droides (2002) - Game Boy Advance

En 2002, El Ataque de los Clones se estrenó en los cines y se lanzó otra ola de juegos basados en Star Wars, incluidos The Clone Wars, Star Wars Racer Revenge y Bounty Hunter, esta vez centrándose en eventos y personajes de El Ataque de los Clones como El cazarrecompensas Jango Fett y las Guerras Clon. Star Wars: Jedi Starfighter fue lanzado, permitiendo al jugador ser un Maestro Jedi volando un caza estelar Jedi. Un tercer juego de estrategia en tiempo real con un enfoque mucho más convencional de las normas del género y que utiliza el motor Age of Kings, Star Wars: Galactic Battlegrounds, ofrecía una mejor alternativa para quienes buscaban estrategia en el universo de Star Wars.

#### Venganza de los Sith
- Star Wars: Episodio III – La venganza de los Sith (2005) - PlayStation 2, Xbox
  - Portátiles y móviles: Nintendo DS, Game Boy Advance, Móviles[10]

Junto al lanzamiento de Revenge of the Sith, también se estrenó una adaptación de un videojuego (acción) cerca del estreno, con diversos grados de éxito. Star Wars: Republic Commando también se estrenó en 2005.

### Serie animadaStar Wars: Las Guerras Clon
- Star Wars: The Clone Wars – Duelos con sables de luz (2008) - Wii
- Star Wars: Las Guerras Clon – Alianza Jedi (2008) - Nintendo DS
- Star Wars: The Clone Wars – Republic Heroes (2009) - Windows, PlayStation 2, Nintendo DS, PlayStation Portable, Xbox 360, PlayStation 3, Wii
- Aventuras de Clone Wars (2010) - Windows, Mac (Apagado)

### Franquiciasde leyendas
Anteriormente conocida como Universo Expandido de Star Wars, esta continuidad pasó a llamarse Leyendas en 2014 y todos los medios basados en ellas, incluidos los videojuegos, dejaron de ser canon. La serie X-Wing marcó el inicio de los juegos de Star Wars alejándose de rehacer las películas oficiales y comenzó a centrarse más en el Universo Expandido. Otros títulos fueron publicados o autorizados por LucasArts, como Star Wars Chess de The Software Toolworks, que también utilizó la primera "explosión multimedia" para lanzar Rebel Assault (1993), que utilizó FMV y fotografías ampliamente.El título de Nintendo 64 de 1996, Star Wars: Shadows of the Empire, fue parte de un intento de LucasArts de crear una historia entre The Empire Strikes Back y Return of Jedi, poniendo al jugador en control del mercenario Dash Rendar. Shadows of the Empire presentó partes favoritas de los fanáticos de la línea Super Star Wars, como otra recreación de la Batalla de Hoth, pilotar un deslizador de nieve y atar un cable alrededor de las patas de los AT-AT. Después de que la trilogía original fuera relanzada como "Ediciones especiales" en 1997, LucasArts publicó otros títulos, incluidos Star Wars: Yoda Stories y Star Wars Monopoly, así como un juego de lucha con temática de Star Wars, Star Wars: Masters of Teräs. Kasi.

#### X-Wing
- Star Wars: X-Wing (1993) - DOS, Macintosh
  - Ampliaciones: Imperial Pursuit (1993) y B-Wing (1993)
  - Compilación : X-Wing (CD-ROM de coleccionista) (1994)

- Star Wars: Caza TIE (1994) - DOS, Macintosh
  - Ampliaciones: Defensor del Imperio (1994)
  - Compilación : TIE Fighter (CD-ROM de coleccionista) (1995)

- Star Wars: X-Wing contra TIE Fighter (1997) - Windows
  - Expansiones: Campañas de equilibrio de poder (1997) y Escuela de vuelo (1998)
- Star Wars: Alianza X-Wing (1999) - Windows

Star Wars: X-Wing fue uno de los juegos más vendidos de 1993 y marcó el inicio de la serie de juegos de ordenador <i id="mwAgM">X-Wing</i>, que obtuvo numerosos premios y reconocimientos. A Star Wars: X-Wing le siguieron varias secuelas y expansiones, como Star Wars: TIE Fighter, Star Wars: X-Wing vs. TIE Fighter y Star Wars: X-Wing Alliance.

#### Asalto rebelde
- Star Wars: Rebel Assault (1993) DOS, Mac, Sega CD, 3DO
- Star Wars: Rebel Assault II: El imperio oculto (1995) DOS, PlayStation, Mac

#### Caballero Jedi
- Star Wars: Fuerzas Oscuras (1995) DOS, Mac, PlayStation
- Star Wars Jedi Knight: Fuerzas Oscuras II (1997) Windows
  - Expansión(es): Star Wars Jedi Knight: Los misterios de los Sith (1998) Windows
- Star Wars Jedi Knight II: Jedi Outcast (2002) Windows, Mac, Xbox, GameCube
- Star Wars Jedi Knight: Academia Jedi (2003) Windows, Mac, Xbox

El primer paso hacia los juegos modernos se dio con Dark Forces de 1995, el primer videojuego de disparos en primera persona de Star Wars. Un juego de aventuras híbrido que incorpora rompecabezas y estrategia, presentaba nuevas características de juego y elementos gráficos que entonces no eran comunes en otros juegos, posibles gracias al motor de juego diseñado a medida de LucasArts, llamado Jedi. El juego fue bien recibido y bien reseñado, el juego puso al jugador en el papel de Kyle Katarn, quien luego aparecería en múltiples juegos, novelas y cómics. Después del relanzamiento de la trilogía original de la Edición Especial en 1997, LucasArts publicó Star Wars Jedi Knight: Dark Forces II, luego Star Wars Jedi Knight: Mysteries of the Sith lanzado en 1999. En 2002, se lanzó su secuela Jedi Outcast y brindó a los jugadores la primera oportunidad de experimentar duelos avanzados con sables de luz, y también se separó de la idea habitual de vínculos cinematográficos. Un año después, se lanzó el último juego de la serie Jedi Knight, Jedi Academy. Katarn es un ex soldado de asalto imperial que se une a la Rebelión y finalmente se convierte en Jedi, un arco argumental similar al de Finn en la película de 2015 El despertar de la fuerza.

#### Escuadrón Rojo
- Star Wars: Escuadrón Pícaro (1998) Windows, Nintendo 64.
- Star Wars Rogue Squadron II: Rogue Leader (2001) GameCube.
- Star Wars Rogue Squadron III: Rebel Strike (2003) GameCube.
  - Nota: La campaña cooperativa de Star Wars Rogue Squadron III: Rebel Strike, se compone de todas las misiones de la campaña para un jugador del juego anterior, Rogue Leader (excepto dos misiones que no están incluidas), y dichas misiones pueden Solo se puede jugar en modo multijugador y no se puede jugar en un solo jugador.[24] Además, como beneficio adicional, el juego incluye los juegos Arcade de Star Wars, The Empire Strikes Back y Return of the Jedi.[25]

#### Star Wars (carreras)
- Star Wars Episodio I: Corredor (1999) Windows, Mac, Dreamcast, Nintendo 64.
  - Dispositivo portátil: Game Boy Color.
- Star Wars: Racer Arcade (2000) Arcade.
- La venganza del corredor de Star Wars (2002) PlayStation 2.
  - Relanzado para: PlayStation Store (2015), PlayStation 4 (2019).
- Título relacionado con Racer:
  - Star Wars: Super Bombad Racing (2001) PlayStation 2.

#### Campos de batalla galácticos
- Star Wars: Galactic Battlegrounds (2001) Windows, Mac.
  - Expansiones: Star Wars: Campos de batalla galácticos: Campañas clonadas (2002) Windows, Mac.

#### Starfighter
- Star Wars: Caza estelar (2001) Windows, PlayStation 2.
  - Star Wars: Starfighter Edición especial (2001) Xbox.
  - Star Wars: Caza estelar (2003) Arcade.[26]
- Star Wars: Caza estelar Jedi (2002) Xbox, PlayStation 2.

#### Caballeros de la Antigua República
- Star Wars: Caballeros de la Antigua República (2003) Windows, Xbox, Mac, iOS, Android.
- Star Wars: Caballeros de la Antigua República II: Los Señores Sith (2004) Windows, Xbox, Mac.
- Star Wars: The Old Republic (2011) (MMORPG) Windows.
  - Expansiones: Rise of the Hutt Cartel (2013), Galactic Starfighter (2014), Galactic Strongholds (2014), Shadow of Revan (2014), Knights of the Fallen Empire (2015), Knights of the Eternal Throne (2016), Onslaught (2019) y Legacy of the Sith (2021).
- Star Wars: Caballeros de la Antigua República Remake (TBA) PlayStation 5, Windows.
- Cancelado: Star Wars: Caballeros de la Antigua República III Windows, Xbox.
- Móvil: Star Wars Caballeros de la Antigua República (2013) iOS, Android.

En 2003, Knights of the Old Republic, un juego de rol de BioWare que debutó en Microsoft Xbox y PC. Knights (también conocido como KotOR entre los fanáticos) fue aclamado por la crítica, incluso ganó el premio "Juego del año" en los Game Developers Choice Awards (junto con muchos otros críticos) en 2003. Knights of the Old Republic II: The Sith Lords fue desarrollado por Obsidian Entertainment y lanzado en 2004. The Sith Lords fue elogiado por su escritura cerebral y ambigüedad moral, similar a The Empire Strikes Back, pero criticado por ser un derivado del primer juego y ser lanzado en un estado incompleto. Otro MMORPG titulado Star Wars: The Old Republic fue desarrollado por BioWare, que se lanzó a nivel mundial el 20 de diciembre de 2011. Los pedidos anticipados salieron a la venta en julio de 2011 y los fines de semana de beta abierta se confirmaron para septiembre de 2011.

#### Star Wars: Battlefront(Pandemic Studios)
- Star Wars: Battlefront (2004) PlayStation 2, Windows, Xbox, Mac
- Star Wars: Battlefront II (2005) PlayStation 2, Windows, Xbox, PlayStation Portable
- Cancelado: Star Wars: Battlefront III (2008) (PC, PS3, Xbox 360)[27]
  - Mano:
    - Star Wars Battlefront: Renegade Squadron (2007) PlayStation Portátil
    - Star Wars Battlefront: Elite Squadron (2009) PlayStation Portátil, Nintendo DS

  - Móvil:
    - Star Wars: Battlefront Móvil (2005)[28]
    - Star Wars Battlefront: Escuadrones móviles (2009)[29]

Battlefront de Pandemic Studios constaba de dos juegos, Star Wars: Battlefront (2004) y Star Wars: Battlefront II en 2005, ambos juegos compartían tres plataformas comunes: Xbox, PlayStation 2 y PC.Se planeó un tercer título de Star Wars: Battlefront para 2006, pero fue cancelado. Se lanzaron dos spin-offs, Star Wars Battlefront: Renegade Squadron, lanzado en 2007 para PlayStation Portable y Star Wars Battlefront: Elite Squadron el 3 de noviembre de 2009 para Nintendo DS y PlayStation Portable. Elite Squadron es el primer juego de Battlefront que ofrece una transición de batallas espaciales a terrestres a elección del jugador. Después de la adquisición de Lucasfilm por parte de Disney y la reestructuración del canon de Star Wars, EA DICE reinició la serie Battlefront.

#### Empire at War
- Star Wars: Empire at War (2006) Windows, Mac OS X.
  - Expansion(es): Star Wars: Empire at War: Forces of Corruption (2006) Windows.

Compilación: Star Wars: Empire at War: Gold Pack (juego y paquete de expansión) (2007) Windows.

#### The Force Unleashed
- Star Wars: The Force Unleashed (2008) Windows, Mac OS, Xbox 360, PlayStation 3, PlayStation 2, Wii.
  - Relanzamiento de la edición completa con todos los DLC: Star Wars: The Force Unleashed - Ultimate Sith Edition (2009) Windows, Mac OS, Xbox 360, PlayStation 3.
    - Dispositivos portátiles: PlayStation Portable, Nintendo DS, iOS (Star Wars: The Force Unleashed Mobile).
- Star Wars: El Desatado de la Fuerza II (2010) Windows, Xbox 360, PlayStation 3, Wii.
- Dispositivo portátil: Nintendo DS, iOS.

Star Wars: The Force Unleashed, lanzado para PlayStation 3, Xbox 360 y Wii, utiliza un motor gráfico nuevo y detallado. La versión de Wii utiliza las capacidades de detección de movimiento y acelerómetro del mando de Wii (que simula la capacidad de blandir un sable de luz) y su accesorio Nunchuk (utilizado para realizar poderes de la Fuerza). Su secuela, Star Wars: The Force Unleashed II, se estrenó en Estados Unidos el 26 de octubre de 2010.

### Juegos independientes

#### Década de 1990
- Star Wars: Shadows of the Empire (1996) (shooter en tercera persona) Nintendo 64, Windows
- Star Wars: Masters of Teräs Käsi (1997) (Lucha) PlayStation
- Star Wars: Yoda Stories (1997) (Aventura) Windows
  - Dispositivo portátil : (1997) Game Boy Color
- Star Wars: Rebellion (Star Wars: Supremacy - Reino Unido) (1998) (Estrategia en tiempo real) Windows
- Star Wars Trilogy Arcade (1998) (Disparos sobre rieles) Arcade
- Star Wars Millennium Falcon CD-ROM Playset (1998) (Aventura de disparos en ferrocarril) Windows

#### Década de 2000
- Star Wars: Force Commander (2000) (Estrategia en tiempo real) Windows
- Star Wars: Demolition (2000) (Combate vehicular) PlayStation, Dreamcast
- Star Wars: Bounty Hunter (2002) (Acción en tercera persona) GameCube, PlayStation 2, Xbox
- Star Wars: Republic Commando (2005) (shooter en primera persona) Xbox, Windows
  - Móvil : Star Wars: Republic Commando: Orden 66 (2005)[30]
- Compilación: Star Wars: Lo mejor de PC (2006) (Recopilación) Windows

#### Década de 2010
- Star Wars Battle Pod (2014) (tirador sobre rieles) Arcade

#### Juegos portátiles y móviles independientes
La siguiente es una lista de títulos de Star Wars que son juegos portátiles y móviles. Más arriba se enumeran juegos portátiles y móviles adicionales. A menos que se indique lo contrario, estos juegos también se lanzan para teléfonos móviles.
- Star Wars: Flight of the Falcon (2003) (Acción/Simulación espacial) Game Boy Advance
- Trilogía de Star Wars: El aprendiz de la fuerza (2004) Game Boy Advance
- Star Wars: Batalla por la República (2005)[31]
- Star Wars: La escapada dolorosa (2005)[32]
- As Imperial de Star Wars 3D
- Star Wars: La batalla sobre Coruscant (2005)[31]
- Star Wars: Combate con sables de luz (2005)[33]
- Trivia de Star Wars (2005)[34]
- Star Wars: Pregúntale a Yoda (2005)[35]
- Star Wars: Rompecabezas (2005)[36]
- Star Wars: Lethal Alliance (2006) (Acción-aventura) PlayStation Portable, Nintendo DS – ambientada entre los episodios III y IV
- Cantina de Star Wars (2010)[37]
- Star Wars: Trench Run (2009) - iOS, Unity
- Guerra de las Galaxias Batalla de Hoth (2010)[38]
- Star Wars Arcade: Falcon Gunner (2010)[39]
- Star Wars: Academia Imperial (2010)[40]
- Star Wars: Colección Fuerza (2013)[41]
- Star Wars: La pequeña estrella de la muerte (2013)

### Juegos varios
Los siguientes juegos tienen más temática de Star Wars, en lugar de influir en la trama ficticia de la franquicia, se clasifican juntos porque comparten el mismo género, en lugar de ser oficialmente parte de la misma serie. Quedan excluidos los juegos enumerados anteriormente.

#### Jakks Pacific Conéctelo y juegue juegos de TV
- Star Wars: Juego de batalla con sables de luz (2005) Juego para televisión portátil.
- Star Wars: La venganza de los Sith (2005) - Juego de televisión de Jakks Pacific.
  - Star Wars GameKey (expansión) (2006).
- Star Wars: Trilogía original (2007) Juego de televisión de Jakks Pacific.
- Star Wars: Escuadrón de la República (2009) Juego de televisión de Jakks Pacific.

#### Sensor de movimiento Kinect
- Kinect Star Wars (2012) (Kinect) Xbox 360

#### Educativo
Desarrollado por Lucas Learning:
- Star Wars: Yoda's Challenge.
- Star Wars: The Gungan Frontier.
- Star Wars: Droid Works (1999) - Windows, Mac.
- Star Wars: Pit Droids - Windows, iOS.
- Star Wars Math: Jabba's Game Galaxy (desarrollado por Argonaut Games).
- Star Wars: JarJar's Journey Adventure Book.
- Star Wars: Anakin's Speedway.
- Star Wars: Early Learning Activity Center.

Otros educativos:
- Star Wars: Behind the Magic (1998) (enciclopedia multimedia) - Windows, Macintosh.
- Star Wars: Jedi Math (2008) (educativo) - Leapster.
- Star Wars: Jedi Reading (2008) (educativo) - Leapster.
- Star Wars: The Clone Wars (2008) (plataforma educativa) - LeapFrog Didj.
- Star Wars: Jedi Trials (2009) - LeapFrog Didj.

#### Galaxias de Star Wars(MMO/RPG)
- Star Wars Galaxies: Un imperio dividido (2003) Windows
  - Expansiones: Star Wars Galaxies: Jump to Lightspeed (2004), Star Wars Galaxies: Episodio III La furia de los wookiees (2005), Star Wars Galaxies: Las pruebas de Obi-Wan (2005),
  - Escindir: juego de cambio de cartas: Star Wars Galaxies: Juegos de cartas coleccionables - Campeones de la fuerza (2008, PC),

Compilaciones: Star Wars Galaxies: Starter Kit (2005), Star Wars Galaxies: The Total Experience (2005) y Star Wars Galaxies: The Complete Online Adventures (2006)
El primer MMORPG, titulado Star Wars Galaxies: An Empire Divided, también se lanzó en 2003 y fue seguido posteriormente, en 2004, por su primera expansión Jump to Lightspeed. Dos juegos más, Star Wars Galaxies: Episodio III Rage of the Wookiees (su segunda expansión, que se relaciona con el lanzamiento simultáneo Revenge of the Sith ), y después de las películas, se continuaron desarrollando y lanzando más títulos de Star Wars. Empire at War (un RTS), fue lanzado a principios de 2006. Mientras se lanzaron y estuvieron activos durante años, los servidores Star Wars Galaxies se cerraron el 15 de diciembre de 2011. A pesar del cierre del juego, existen varios proyectos de emuladores privados en varias etapas de desarrollo que pretenden permitir a los usuarios experimentar Star Wars Galaxies en diferentes encarnaciones de la existencia del juego. Sin embargo, dado que el juego ya no se puede jugar como estaba previsto originalmente, se considera cancelado.

#### Cierre de LucasArts y juegos independientes cancelados
En el E3 2012, EA con LucasArts anunció Star Wars 1313, que se centra más en la vida de un cazarrecompensas mientras desciende al nivel 1313 en Coruscant para desentrañar un complot criminal. El juego se centra más en el juego de armas y el juego de cazarrecompensas que en los usuarios de la Fuerza y el combate con sables de luz. Su lanzamiento estaba previsto para el otoño de 2013 para Xbox 360, PlayStation 3 y Windows. Posteriormente, LucasArts canceló 1313 tras su compra por parte de Disney. Los siguientes son los videojuegos independientes de Star Wars que fueron cancelados, los títulos cancelados que formaban parte de una serie se enumeran junto con sus respectivas series.
- Star Wars 1313 (2013) (Acción-aventura)
- Puesto de avanzada de Star Wars (2013)[43]
- Star Wars: First Assault (2013) (shooter en primera persona)
- Star Wars: Escuadrones de ataque (2014)
- Star Wars: La batalla de los Señores Sith (Acción-aventura)
- Star Wars: Rivals (2018) (shooter en tercera persona)[44]

Con la adquisición de Lucasfilm en 2012 por parte de The Walt Disney Company, se anunció que el brazo de desarrollo de LucasArts dejaría de fabricar videojuegos de forma indefinida. Además de esto, varios juegos de navegador en línea han cerrado sus servidores y ya no se pueden jugar.

## Electronic Arts obtiene la licenciade Star Warsy la reestructuración del canonde Star Wars(2013-presente)
Después del cierre de LucasArts, el 6 de mayo de 2013, Disney y Lucasfilm revelaron una asociación con Electronic Arts que otorgaba a EA derechos exclusivos para producir juegos de Star Wars para consolas y PC durante una década, y Disney conservaba la libertad de manejar los juegos para dispositivos móviles. plataformas, como teléfonos inteligentes, tabletas y navegadores. El 14 de abril de 2014, EA lanzó su primer videojuego de Star Wars bajo la marca Disney y su acuerdo expirará el 14 de abril de 2024.El 24 de abril de 2014, la mayoría de los videojuegos, novelas y cómics de Star Wars con licencia anterior producidos desde la película original de 1977, Star Wars, fueron rebautizados como Star Wars Legends y declarados no canónicos para la franquicia.
Entre las subsidiarias de EA responsables de crear los juegos de Star Wars dentro del acuerdo, se encontraban los desarrolladores DICE, BioWare, Visceral Games y Respawn Entertainment. Después de la reestructuración del canon, EA anunció que sus nuevos juegos entrarían en el canon reestructurado. A partir del lanzamiento de Star Wars Jedi: Survivor, todos los juegos de Star Wars producidos por EA se consideran canónicos, aunque sólo aquellos con una narrativa real de "modo historia".
Tras la recepción masiva de jugadores de Star Wars Battlefront II y el éxito de Star Wars: Jedi Fallen Order, el CEO de EA, Andrew Wilson, dijo que están duplicando la apuesta por los juegos de Star Wars, lo que significa que un posible resurgimiento de la serie Battlefront o más videos juegos que aún no se han informado en desarrollo. En enero de 2021, se anuncia que Electronic Arts ya no tendrá los derechos exclusivos para crear juegos de Star Wars. Aunque la licencia se enviará a otros desarrolladores y editores, Electronic Arts tiene algunos juegos en desarrollo para el futuro cercano.
Las ventas inferiores a las esperadas y la recepción mixta de los fanáticos hacia el manejo de la subfranquicia Battlefront por parte de Electronic Arts han llevado a rumores de que Lucasfilm está considerando cambiar los términos de la licencia, que aún expira el 14 de abril de 2024. Se rumoreaba que Lucasfilm estaba cortejando a Ubisoft o Activision para reemplazar a EA o compartir derechos para desarrollar juegos de Star Wars con ellos.

### Reboots

#### Battlefront(EA DICE)
- Star Wars Battlefront (2015) - PlayStation 4, Windows, Xbox One
  - Un jugador y multijugador
- Star Wars Battlefront II (2017) - PlayStation 4, Windows, Xbox One
  - Un jugador y multijugador.

Después de la reestructuración del canon de Star Wars, EA DICE reinició la serie Battlefront anteriormente desarrollada por Pandemic. El primer juego se lanzó en 2015 y se lanzó al mercado para coincidir con el lanzamiento de The Force Awakens. Como resultado del tiempo de desarrollo más corto, el desarrollador EA DICE decidió alejarse significativamente de todas las entregas anteriores de la franquicia y centrar el juego completamente en el modo multijugador en línea, eliminando por completo la inclusión de una campaña para un solo jugador o cualquier tipo de narrativa; La medida fue fuertemente criticada por los fanáticos, incluido el actor finlandés John Boyega. En el lanzamiento, solo se podían jugar los personajes originales de la trilogía (Luke Skywalker, la princesa Leia, Han Solo, Boba Fett, Darth Vader y el Emperador Palpatine) y los planetas (Tatooine, Hoth y Endor). El contenido descargable luego agregó los planetas Jakku (de El despertar de la fuerza), Bespin (de El imperio contraataca), Scarif (de Rogue One), además de la estación de batalla Estrella de la Muerte (de Una nueva esperanza), y los héroes Nien Numb. Greedo (Outer Rim), Lando Calrissian, Dengar (Bespin), Chewbacca, Bossk (Death Star) y Jyn Erso y el director Krennic (Rogue One: Scarif). El primer Battlefront también recibió una misión complementaria para PlayStation VR, la misión Rogue One X-Wing VR.
El segundo Battlefront es el primero de la serie que se considera parte del canon de Star Wars. Aborda una crítica importante del juego anterior al incluir una campaña para un jugador con un modo historia ambientado entre el final de Return of the Jedi y el comienzo de The Force Awakens, en el que el jugador controla a un comandante de las fuerzas especiales imperiales llamado Iden Versio; Además, se pueden jugar personajes de las películas, incluidos Luke Skywalker, Leia Organa, Han Solo, Lando Calrissian y Kylo Ren. El modo multijugador presenta personajes de las trilogías original, precuela y secuela, así como películas de antología. El contenido futuro originalmente se distribuiría en un sistema de "temporadas", aunque esto se cambió a actualizaciones mensuales.

### Star Wars Jedi: La Orden Caída(2019)
Star Wars Jedi: Fallen Order es un juego para un jugador desarrollado por Respawn Entertainment. Fue lanzado el 15 de noviembre de 2019 para Microsoft Windows, PlayStation 4 y Xbox One. La historia gira en torno a un superviviente de la Orden 66, Cal Kestis, que huye del Imperio y sus Inquisidores. Jedi: Fallen Order tiene lugar entre La venganza de los Sith y Una nueva esperanza.

### Star Wars: Escuadrones(2020)
Star Wars: Squadrons es un videojuego de acción desarrollado por Motive Studios. Se reveló el 15 de junio de 2020, y se lanzó el 2 de octubre de 2020 para Microsoft Windows, PlayStation 4 y Xbox One, con una campaña para un jugador y modos multijugador, junto con juegos cruzados - juego de plataformas entre las tres plataformas y soporte de realidad virtual para las versiones de PS4 y PC. 

### Star Wars Jedi: Superviviente(2023)
Star Wars Jedi: Survivor es un juego para un jugador desarrollado por Respawn Entertainment. Se lanzó el 28 de abril de 2023 para Microsoft Windows, PlayStation 5 y Xbox Series X y Series S, y los planes para trasladar el juego a Xbox One y PlayStation 4 aún están en proceso. La historia comienza cinco años después de Star Wars Jedi: Fallen Order, mientras Cal Kestis y su equipo Mantis continúan luchando contra la creciente oscuridad en la galaxia.

### Juegos cancelados

#### "Proyecto Ragtag"
Antes de su cierre en 2017, Visceral Games estaba trabajando en un juego sin título ambientado en el tiempo entre El regreso del Jedi y El despertar de la fuerza. Amy Hennig, ex escritora y directora de Naughty Dog que supervisó la serie Uncharted, se unió a Visceral como líder creativa del proyecto con nombre en código Ragtag. El 17 de octubre de 2017, EA anunció el cierre de Visceral Games. EA reasignó el juego a EA Worldwide Studios, liderado por EA Vancouver, y dijo que renovarán la jugabilidad, que había sido descrita como un título lineal y con mucha historia, en "una experiencia más amplia que permite más variedad y agencia del jugador". El 15 de enero de 2019, Jason Schreier de Kotaku informó que el juego con nombre en código "Project Ragtag" había sido cancelado según tres personas familiarizadas con lo que sucede en EA. El escritor de Rogue One, Gary Whitta, criticó abiertamente a Electronic Arts por la cancelación y agregó que esperaba que Disney entregara la licencia de Star Wars a otras compañías.

### Juegos móviles
- Star Wars: Equipo de asalto (2014)[64]
- Star Wars: Comandante - Android, iOS, Windows Phone (2014)[65]
- Star Wars: Defensa Galáctica - Android, iOS (2014). Abarca tanto la precuela como las trilogías originales.
- Star Wars: Galaxia de los Héroes - Android, iOS (2015). A partir de noviembre de 2019, el juego cubre las eras precuela, original y secuela, y el Universo Expandido; la mayor parte del contenido de la UE proviene de la serie de juegos Knights of the Old Republic.
- Star Wars: Uprising - Android, iOS (2015, descontinuado el 17 de noviembre de 2016)
- Star Wars: Camino de los Héroes - iOS (2015)
- Star Wars Rebels: Misiones de reconocimiento - Android, iOS, Windows Phone (2015)
- Serie de viajes :
  - Viajes: La amenaza fantasma - iOS (2014)
  - Viajes: Comienzos - iOS (2014)
- Star Wars: Force Arena (2017): Force Arena era un juego móvil de estrategia jugador contra jugador en tiempo real para iOS y Android. Fue desarrollado y publicado por Netmarble Games en asociación con Lucasfilm. Force Arena está ambientada en la era Rebelión de la historia de Star Wars. Los jugadores controlan escuadrones personalizados de personajes y vehículos en un entorno de campo de batalla en línea multijugador (MOBA). La lista de más de 80 personajes disponibles incluía a Luke Skywalker, la Princesa Leia, Han Solo, Darth Vader, Palpatine, el Gran Almirante Thrawn, el Gran Moff Tarkin, la Doctora Aphra, Ezra Bridger y Jyn Erso.[66][67][68][69] El juego se cerró en marzo de 2019, tras un anuncio el 19 de diciembre de 2018.

## No exclusividad de los títulosde Star Wars(2021-presente)
En enero de 2021, Lucasfilm revivió el sello Lucasfilm Games como marca de licencia para todas las IP de la producción de Lucasfilm. Esto incluyó un nuevo juego de Indiana Jones que será producido por MachineGames, así como un nuevo juego de Star Wars de mundo abierto que será producido por Ubisoft y Massive Entertainment, el primer juego importante de Star Wars que no pertenece a EA. Lucasfilm no habló sobre el estado de la licencia exclusiva anterior de EA para desarrollar juegos de Star Wars, pero afirmó que EA seguiría creando dichos juegos, pero afirmó que "sienten que hay espacio para otros". En febrero de 2021, se anunció un juego de combate en arena competitivo gratuito desarrollado por Zynga llamado Star Wars: Hunters. El juego se lanzará para Nintendo Switch y en las tiendas de aplicaciones Apple y Google Play.
El 9 de septiembre de 2021, como parte de PlayStation Showcase, se anuncia una nueva versión de Knights Of The Old Republic como consola cronometrada exclusiva para PlayStation 5 en desarrollo en Aspyr. Varios actores de doblaje y desarrolladores que trabajaron en el original regresan, incluida Jennifer Hale como Bastila Shan. El 9 de diciembre de 2021, durante el evento Game Awards, se anunció un nuevo juego de Star Wars llamado Star Wars Eclipse, ambientado en la Era de la Alta República y desarrollado por Quantic Dream.
El 25 de enero de 2022, EA anunció que Respawn tenía tres títulos de Star Wars en desarrollo: una secuela de Star Wars Jedi: Fallen Order, un juego de disparos en primera persona y un juego de estrategia con el nuevo estudio Bit Reactor.

## Franquicias de videojuegos basados en crossoverde Star Warsdesarrolladas por otras empresas
En algunos casos, Lucasfilm ha permitido que otras franquicias de videojuegos hagan sus propios juegos de Star Wars, lo que ha dado como resultado franquicias híbridas cruzadas, desarrolladas por otros estudios.

### Juegos de mesa
- Star Wars Chess (1993) (motor de ajedrez) DOS, Sega CD, Windows
- Monopolio Star Wars (1996) Ventanas

### Pinball y pinball virtual

#### Pinball físico
- El imperio contraataca de Hankin (1980)

- Star Wars de Data East (1992): Star Wars es una máquina de pinball de 1992 lanzada por Data East. Está basado en la trilogía de películas original de Star Wars.[72][73][74] 20 años después se lanzó una actualización semioficial que modifica y refina las reglas del juego.[75]
- Trilogía original de Star Wars de Sega Pinball (1997)
- Star Wars Episodio I de Williams (1999)
- Star Wars de Stern Pinball (2017)
- Star Wars El Pin de Stern Pinball (2019)
- Star Wars: El mandaloriano de Stern Pinball (2021)

#### Pinball virtual
Zen Studios desarrolló diecinueve mesas de pinball virtuales basadas en la franquicia Star Wars, y ninguna de ellas era imitaciones de las mesas de pinball físicas de Star Wars lanzadas anteriormente. Todos ellos se lanzan como complementos de contenido descargable para las secuelas de Pinball FX y Zen Pinball. Una recopilación de las 19 mesas, titulada Star Wars Pinball, también está disponible en iOS, Android y Nintendo Switch. Las versiones móviles de Star Wars Pinball son aplicaciones pagas cuyo precio desbloquea una mesa en particular y todas las demás mesas se desbloquean mediante compras dentro de la aplicación, mientras que la versión Switch, lanzada en 2019 como título minorista y digital, incluye acceso inmediato a todas. mesas, además de funciones adicionales. También se ha anunciado como título de lanzamiento un puerto Amazon Luna de Star Wars Pinball .Star Wars Pinball (2013) Windows, Mac, Wii U, Xbox 360, 3DS, PSVita, PlayStation 3, PlayStation 4, Kindle Fire, Android, iOS
- Star Wars Episodio V: El Imperio Contraataca (2013)
- Star Wars: Las Guerras Clon (2013)
- Pinball de Star Wars: Boba Fett

Star Wars Pinball: Equilibrio de la Fuerza (2013) Xbox 360, PSVita, PlayStation 3, PlayStation 4, Android, iOS
- Star Wars Episodio VI: El regreso del Jedi (2013)
- Pinball de Star Wars: Darth Vader
- Star Wars Pinball: Asalto de cazas estelares

Star Wars Pinball: Heroes Within (2014) Xbox 360, PSVita, PS3, PS4, Android, iOS
- Star Wars Pinball: Maestros de la Fuerza
- Star Wars Episodio IV: Una nueva esperanza (2013)
- Pinball de Star Wars: Droides
- Pinball de Star Wars: Han Solo

Star Wars Pinball: Star Wars Rebels (2015)
Star Wars Pinball: El despertar de la fuerza (2016)
- Star Wars Pinball: Star Wars: Resistencia
- Star Wars Pinball: El poder del primer orden

Star Wars Pinball: Rogue One (2017)
Star Wars Pinball: Los últimos Jedi (2018)
- Star Wars Pinball: Isla Ahch-To
- Star Wars Pinball: El último Jedi - Sobrevive

Star Wars Pinball: Paquete individual (2018)
- Pinball de Star Wars: En solitario
- Star Wars Pinball: Crónicas Calrissianas
- Star Wars Pinball: Batalla de Mimban

Se anunció que a finales de octubre de 2020 se estaba desarrollando una vigésima mesa de pinball, basada en la primera temporada de The Mandalorian, cuyo lanzamiento está previsto para la primavera de 2021, junto con una mesa número 21 basada en figuras de acción de juguete de Star Wars, titulada Star Wars: Classic. Recopilación. Los planes para incluir las dos mesas en Pinball FX 3 se descartaron a favor de agregarlas a un nuevo juego Star Wars Pinball VR lanzado el 29 de abril de 2021, que se ejecuta en Unreal Engine 5 después de que Zen Studios anunciara una asociación con Epic Games para utilizar dicho motor. para nuevos títulos de pinball, incluido su próximo reinicio de Pinball FX más adelante ese año.

### Lego Star Wars
Lego ha licenciado videojuegos basados en sus juguetes Lego Star Wars, como parte de su franquicia de videojuegos Lego. Debido a las limitaciones técnicas de las computadoras portátiles, las versiones portátiles siempre resultan en un juego completamente diferente que cuenta la misma historia que la versión de consola. Sin embargo, las versiones portátiles de PlayStation tienden a imitar más fielmente las versiones de consola, aunque con algunas áreas y características reducidas.
- Lego Star Wars: The Video Game (2005): Windows, PlayStation 2, Xbox, GameCube, Mac.
  - Dispositivos portátiles: Nintendo DS, Game Boy Advance.
- Lego Star Wars II: The Original Trilogy (2006): Windows, PlayStation 2, Xbox, Xbox 360, GameCube, Mac.
  - Dispositivos portátiles: Nintendo DS, Game Boy Advance, PlayStation Portable.
- Lego Star Wars III: The Clone Wars (2011): PlayStation 3, Xbox 360, Wii, Windows, Mac.
  - Dispositivos portátiles: Nintendo DS, Nintendo 3DS, PlayStation Portable.
- Lego Star Wars: El Despertar de la Fuerza (2016): Windows, PlayStation 4, PlayStation 3, Xbox One, Xbox 360, Wii U, Mac.
  - Dispositivos portátiles: Nintendo 3DS, PlayStation Vita.
- Lego Star Wars: The Skywalker Saga (2022): Windows, PlayStation 4, PlayStation 5, Xbox One, Xbox Series S/X, Nintendo Switch.

Compilación(es): Lego Star Wars: The Complete Saga (2007), compuesta por Lego Star Wars: The Video Game y Lego Star Wars II: The Original Trilogy. Windows, PlayStation 3, Xbox 360, Wii, Mac.
- Dispositivo portátil: Nintendo DS.
- Móvil: iOS, Android.

#### Otros juegos de Lego para navegadores web y dispositivos móviles
- Lego Star Wars: La búsqueda de R2-D2 (2009): Unidad[78][78]
- Lego Star Wars: Ace Asalto (2011)
- Lego Star Wars: Ace Asalto 2 (2012)
- Lego Star Wars: Órdenes de batalla (2012): Unidad
- Lego Star Wars: Las crónicas de Yoda (2013): Android, iOS
- Lego Star Wars: Las nuevas crónicas de Yoda (2014): Android, iOS
- Lego Star Wars: Microfighters (2014): Android, iOS
- Lego Star Wars: Batallas (2021): Apple Arcade
- Lego Star Wars: Náufragos (2021): Apple Arcade

### Angry Birds Star Wars
Rovio Entertainment creó dos juegos de Star Wars:
- Angry Birds Star Wars (2012)
- Angry Birds Star Wars II (2013)

### Disney Infinity
La tercera entrega de la serie Disney Infinity incluyó por primera vez personajes de Star Wars como personajes jugables, junto con personajes de otras franquicias propiedad de Disney, incluidos personajes de las películas de Marvel y Pixar.
- Disney Infinity 3.0 (2015): Microsoft Windows, PlayStation 3, PlayStation 4, Xbox 360, Xbox One, Wii U, iOS, Android

## Impacto cultural

### Apariciones invitadas de personajes deStar Warsen otras franquicias de videojuegos
Esta categoría se refiere a videojuegos de otras franquicias donde la inclusión de personajes de Star Wars es muy menor y restringida solo a pequeños huevos de Pascua o un cameo de personaje desbloqueable.

#### Múltiples apariciones especiales en una serie
- Serie Pro Skater de Tony Hawk:
  - Tony Hawk's Pro Skater 3 (2001), Activision: juego de skate con Darth Maul desbloqueable. (Nintendo GameCube, Xbox, PlayStation 2, PC)[79]
  - Tony Hawk's Pro Skater 4 (2002), Activision: juego de skate con Jango Fett desbloqueable. (Nintendo GameCube, Xbox, PlayStation 2, PC)
- Serie Indiana Jones:
  - Indiana Jones and the Staff of Kings (2009), LucasArts: juego de acción y aventuras con Han Solo desbloqueable. Wii, PlayStation 2, Nintendo DS, PlayStation portátil
  - Serie Lego Indiana Jones:
    - Lego Indiana Jones: The Original Adventures (2008), LucasArts: juego de acción y aventuras que presenta a Han Solo desbloqueable y cameos de otros personajes de Star Wars. (Wii, Nintendo DS, Xbox 360, PlayStation 3, PlayStation 2, PlayStation Portátil, Windows)
    - Lego Indiana Jones 2: La aventura continúa (2009), LucasArts: juego de acción y aventuras con cameos de personajes de Star Wars. (Wii, Nintendo DS, Xbox 360, PlayStation 3, PlayStation portátil, Windows)
- Minecraft (2009): se lanzaron varios paquetes de contenido descargable de Star Wars con máscaras de personajes de Star Wars.[80][81][82][83] (PlayStation 4, Xbox One, Windows, Switch)
- Fortnite (2017): se agregó un traje cosmético de Stormtrooper a Fortnite en 2019.[84] Din Djarin y Grogu de The Mandalorian también aparecieron como cosméticos adquiribles en el evento de la quinta temporada del capítulo dos de 2020, Zero Point. El rifle de francotirador Amban de Djarin y su jetpack se incluyeron en el evento como elementos utilizables.[85]
- Los Sims 4: Viaje a Batuu (2020): el noveno paquete de juego para el videojuego de simulación de vida Los Sims 4, que se centra en aventuras en el lejano planeta de Batuu. Se lanzó para PC, Mac, Xbox One y PlayStation 4 el 8 de septiembre de 2020.[86]

#### Apariciones únicas
- Night Shift (1990), Lucasfilm Games: juego de plataformas con figuras de acción de varios personajes de Star Wars. Amiga, Atari ST, Commodore 64, Mac, PC, Amstrad CPC, ZX Spectrum
- Armas secretas sobre Normandía (2003), LucasArts: juego de simulación de vuelo con X-Wing y TIE Fighter desbloqueables. Xbox, PlayStation 2, PC
- Mercenaries: Playground of Destruction (2005), LucasArts – Presenta al personaje desbloqueable Han Solo. Xbox, PlayStation 2[79]
- Soulcalibur IV (2008), Namco Bandai Games – Juego de lucha. En el lanzamiento presenta a Darth Vader en la versión de PlayStation 3, con Yoda en la versión de Xbox 360 y el aprendiz de Darth Vader, Galen Starkiller Marek, en ambas versiones. Meses después del lanzamiento, Darth Vader y Yoda estuvieron disponibles para su compra como contenido descargable, cada uno en la versión que no tenían en el momento del lanzamiento. Cada uno de los personajes de Star Wars tenía su propio final en el "Modo Historia".[87][88][89] Sin embargo, a finales de 2016, todo el DLC de Soulcalibur IV se eliminó de las tiendas de PlayStation y Microsoft por razones desconocidas. Más tarde se reveló que se debía a problemas legales de licencia inesperados causados por la compra de Star Wars por parte de Disney.

### Juegosde Star Warshechos por fans
- Star Wars MUSH era un juego de rol basado en texto sin licencia activo a principios de la década de 1990.[90]

#### Galaxia en agitación
El 25 de enero de 2016, Frontwire Studios comenzó un intento de producir una entrega no oficial de Battlefront llamada Galaxy in Turmoil. El juego creado por fanáticos estaba en producción usando Unreal Engine 4 y se basó en el cancelado Star Wars: Battlefront III de Free Radical Design. Aunque las primeras versiones del juego contenían recursos de Free Radical Design, pronto se convirtieron en "marcadores de lugar", ya que se planeaba lanzar el juego completo utilizando recursos y música creados desde cero. El 4 de junio de 2016, Galaxy in Turmoil obtuvo un acuerdo de distribución a través de Valve y se planeó su lanzamiento gratuito en Steam, lo que generó bastante atención.
El 22 de junio de 2016, Lucasfilm solicitó que se detuviera la producción de Galaxy in Turmoil. El 31 de julio de 2016, Frontwire Studios anunció que la cancelación del juego se debía a la "posibilidad de que Galaxy in Turmoil le quitara la atención a la franquicia Battlefront de Electronic Arts". Las propuestas de Galaxy in Turmoil que caían bajo el muro de pago de Electronic Arts y las ideas de que Lucasfilm otorgara a Frontwire Studios una licencia de IP de Star Wars fueron rechazadas debido a un acuerdo entre Electronic Arts y Lucasfilm. Aunque Frontwire Studios puede haber estado dentro de las leyes de uso legítimo, se evitó el conflicto legal y el proyecto inspirado en Star Wars creado por fanáticos fue cancelado. Hay una alfa jugable que contiene elementos de Free Radical Design que se lanzaron al público y luego se eliminaron al principio de la vida de Galaxy in Turmoil  Ahora se planea lanzar Galaxy in Turmoil como una nueva IP con temática "cyber-punk" sin ninguna referencia a Star Wars, pero aún con mecánicas inspiradas en Battlefront III que incluyen batallas espacio-tierra.

## Otras lecturas
- Barr, Matthew (16 de diciembre de 2020). «The Force Is Strong with This One (but Not That One): What Makes a Successful Star Wars Video Game Adaptation?». Arts 9 (4): 131. doi:10.3390/arts9040131.
- Williams, Kyle. «Star Wars: A Video Game Saga». UGO. Archivado desde el original el 22 de abril de 2007.